# Fuerte de Coímbra

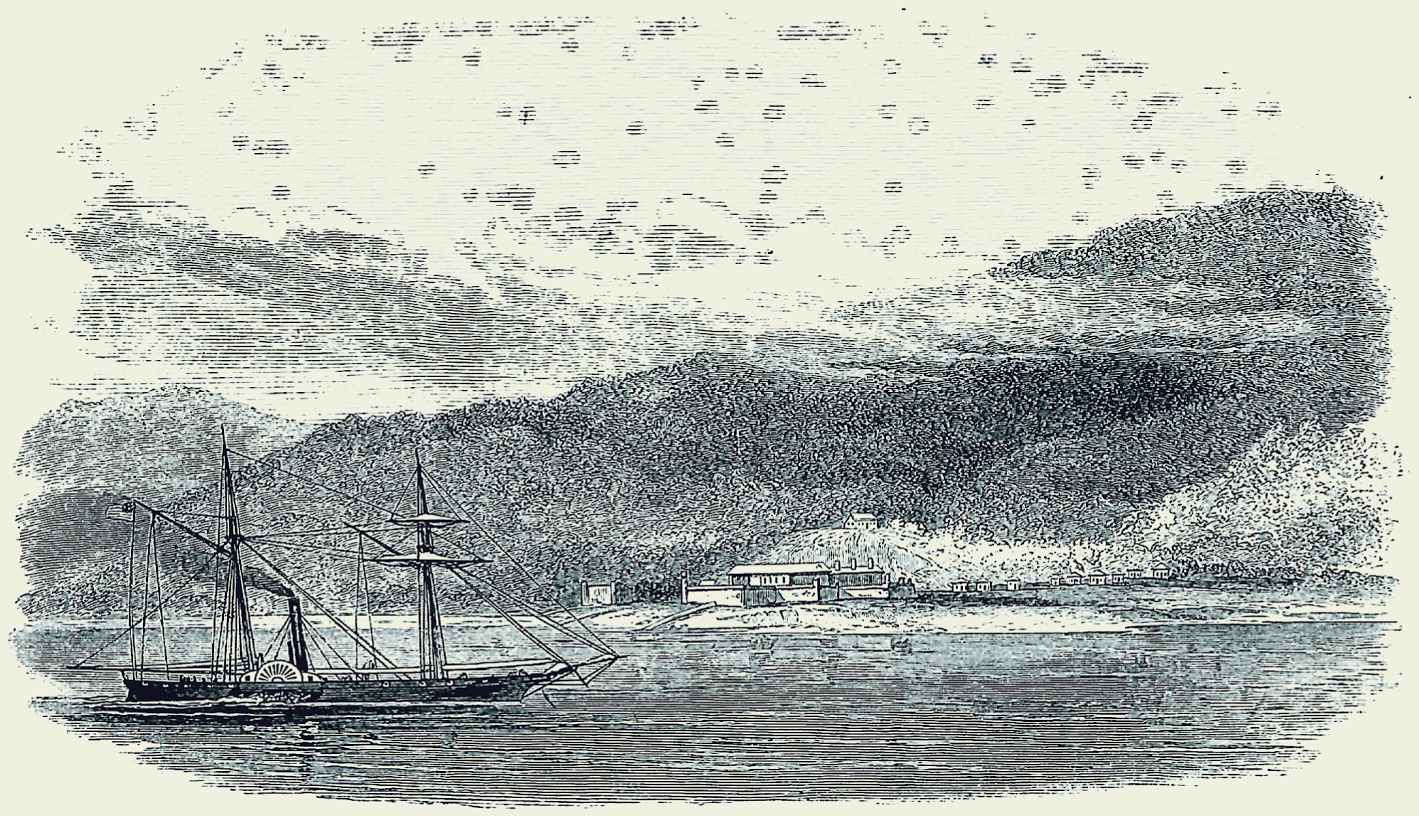
Fuerte de Coímbra.

El Fuerte Porto Carrero, más conocido como Fuerte de Coímbra y también como Fuerte Nuevo de Coímbra o Fuerte de Nueva Coímbra, se localiza en la margen derecha del río Paraguay a 19°55′S 58°02′O / -19.917, -58.033, en posición dominante sobre el estrecho de São Francisco Xavier, en el actual distrito de Forte Coimbra, municipio de Corumbá, estado de Mato Grosso del Sur, en el Brasil.

## Historia

### Antecedentes
De acuerdo con el investigador Raúl Silveira de Mello, el primitivo fuerte fue oficialmente fundado el 13 de septiembre de 1775, aunque la decisión de establecerlo había sido tomada mucho antes, en el contexto de las demarcaciones del Tratado de Madrid (1750).
La región del llamado Mato Grosso era conocida desde el inicio del siglo XVIII tanto por los bandeirantes paulistas que por los misioneros Jesuitas de Asunción del Paraguay. Ante la necesidad de demarcación de las tierras por ambas coronas, era conveniente la implantación de algún punto de apoyo en aquella región. Por parte de Portugal, de ese modo, floreció la idea de construir un presidio lo más al sur y próximo a los españoles.
A partir de la llegada a la región del primer gobernador de la capitanía de Mato Grosso, en 1751, y de varias mudanzas gubernamentales y planos consolidados de defensa y expansión, el cuarto capitán general de la capitanía, Luís de Albuquerque de Melo Pereira e Cáceres, determinó la fundación de un fuerte en el curso del río Paraguay para impedir el avance español y frenar las acciones de los payaguás. Para esa tarea, designó al capitán Mathias Ribeiro da Costa.

### Fuerte de Nossa Senhora do Carmo de Coímbra
El capitán Ribeiro da Costa, que partió de Cuyabá  al frente de una expedición de 245 hombres, distribuidos en 15 canoas, divididas en tres grupos, guiada por un indígena idóneo (22 de julio de 1775). A pesar de las instrucciones para que se dirigiera a un lugar conocido como "Fecho dos Morros", a 20 días de canoa de Cuyabá, próximo a la actual ciudad de Puerto Murtinho, 292 km al sur de la actual posición del fuerte, Ribeiro da Costa se estableció en el estrecho de São Francisco Xavier, en la margen izquierda del río Paraguay (13 de septiembre de 1775), incorrección que le costó el puesto, y sobre la cual nacerían algunas leyendas locales.
La primitiva estructura, una estacada de barro y tierra con planta en formato de un polígono rectangular con cerca de 40 brazas por el lado mayor, fue erigida bajo la advocación de Nuestra Señora del Carmen (Forte de Nossa Senhora do Carmo), siendo inaugurada el 17 de septiembre. En los vértices se erguían cuatro pequeños baluartes bajo la protección de San Gonzalo (norte), Santiago (este), Santa Ana (sur) y Nuestra Señora de la Concepción (oeste). En el interior, se erguían las edificaciones de servicio (Casa de Comando, Cuartel de la Tropa, Casa da Palamenta, Almacenes). La artillería fue recibida por vía fluvial desde Belém de Pará, una vez que la Corona Española no permitía el paso de material bélico portugués por la cuenca del Río de la Plata en esa época. Luego de la inauguración, el mando fue entregado al sargento mayor Marcelino Rodrigues de Campos.
También conocido como Presidio de Coímbra, en pocos meses sufrió un incendio que lo dañó seriamente. Más tarde, fue atacado por los guaycurúes (1777). El nuevo gobernador y capitán general de la capitanía de Mato Grosso, João de Albuquerque de Melo Pereira e Cáceres (1789-1796), ordenó al sargento mayor Joaquim José Ferreira, comandante de la plaza de Coímbra, pacificar a los indígenas, lo que fue logrado en 1789, junto a los jefes João Queima y Paulo Ferreira.
Luego de un nuevo ataque de los guaycurúes (1791), que diezmó a 54 hombres de la guarnición, la estructura fue sucedida por el Forte Novo de Coimbra.

### El fuerte nuevo de Coímbra
A partir de 1791, dado el precario estado de conservación del Forte de Nossa Senhora do Carmo, fueron iniciadas obras para reconstruir su estructura, en piedra y cal. En 1795 asumió el comando del fuerte el capitán Francisco Rodrigues do Prado.
El gobernador y capitán general de la Capitanía de Mato Grosso, Caetano Pinto de Miranda Montenegro (17??-1804), teniendo en vista las iniciativas españolas del Fuerte Borbón y del Fuerte de San Carlos en la región fronteriza, decidió erigir una fortificación más sólida "na ponta do morro, onde fazem um grande ângulo obtuzo dois compridos estirões do [rio] Paraguai, que ficarão flanqueados pelo novo forte, o que não faria a antiga estacada."
A partir de 1796, las obras del Forte Novo de Coimbra quedaron a cargo del teniente coronel Ricardo Franco de Almeida Serra, ingeniero militar y geógrafo, que prosiguió las obras de reconstrucción (3 de noviembre de 1797) en la calidad de comandante del fuerte. El plano de su autoría (Planta do novo Forte de Coimbra, situado na margem ocidental do Paraguai, 1797. AHEx; BN, Río de Janeiro) muestra la primitiva estacada al lado de la cual fue erguida una fortificación orgánica, adaptada al terreno, con el trazado de un polígono estrellado irregular. Las murallas envolvían toda la fortificación. Había dos baterías en plano horizontal, cruzando fuegos sobre el río, con ocho cañoneras por el lado del río y ocho más por el lado de la tierra. Al sudoeste, un foso protegía la fortificación de un asalto por el lado de la tierra. Completaban el conjunto de edificaciones la capilla, la Casa de Pólvora y cuarteles para la tropa.

### El cerco español de 1801
Esa nueva estructura aún se encontraba en obras cuando una expedición de cuatro escunas y dos canoas con 600 hombres, al mando del gobernador del Paraguay, Lázaro de Ribera, atacó el Forte Novo de Coimbra entonces guarnecido con apenas 42 hombres, que resistieron un cerco de diez días, del 16 al 25 de septiembre de 1801).
Ricardo Franco de Almeida Serra falleció al comando de la plaza el 21 de enero de 1809.

### Guerra de la Triple Alianza

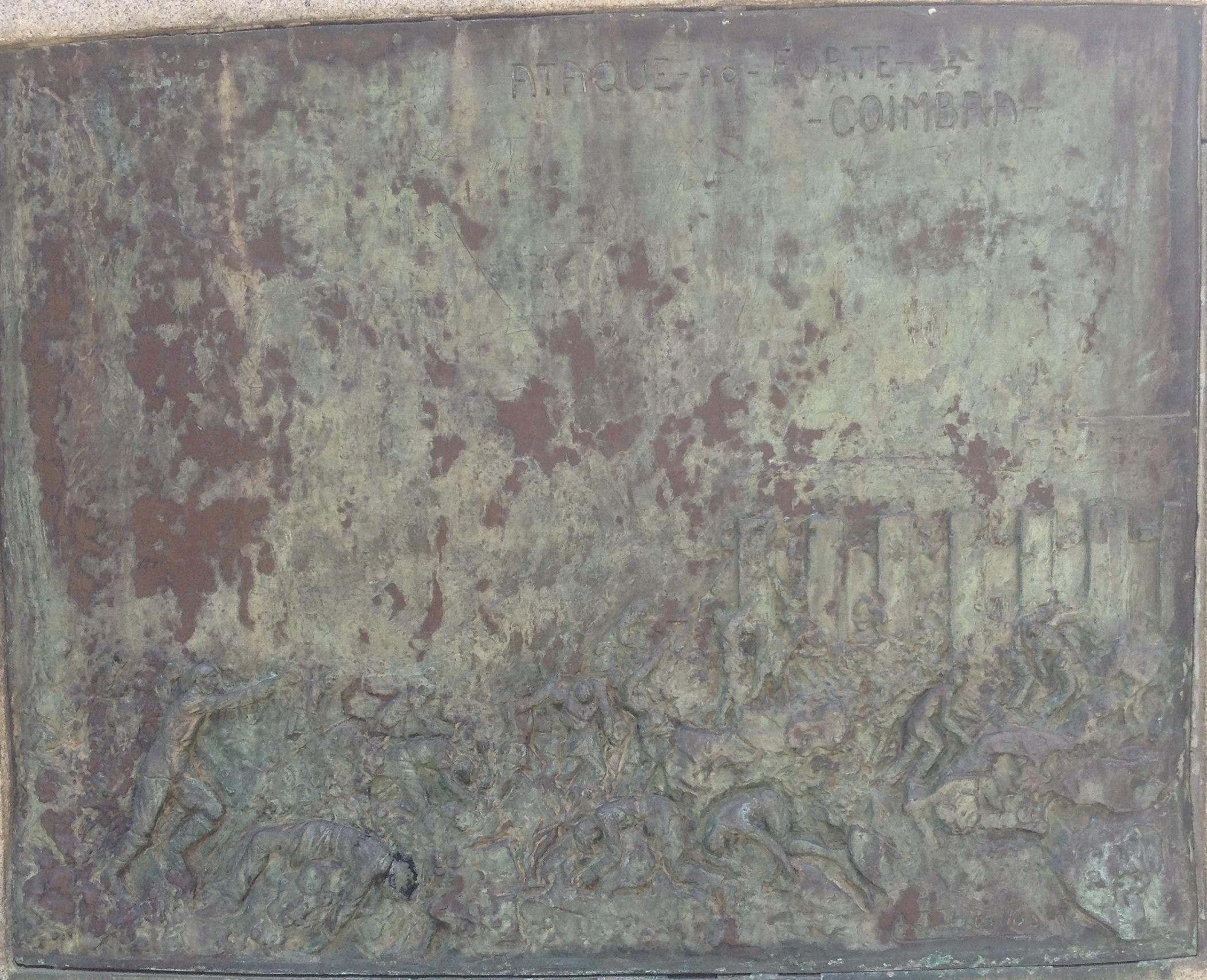
Combate del Fuerte de Coímbra (Monumento a los héroes de Laguna y Dourados, Río de Janeiro)..

En 1851 el armamento del fuerte fue aumentado con cuatro piezas de calibre 24 libras y algunas de calibres 9 y 6, que yacían desde 1820 en las márgenes del río Guaporé, destinadas al Real Fuerte Príncipe da Beira, de acuerdo con información del Almirante Augusto Leverger, Barão de Melgaço. Obras de reforma y de ampliación fueron ejecutadas entre 1855 y 1856.
En la Guerra de la Triple Alianza (1864-1870), la invasión paraguaya se materializó cuando cinco batallones de infantería y dos regimientos de caballería a pie, con un total de 3.200 hombres, armados con doce cañones rayados, una batería de treinta foguetes franceses de 24 mm, protegidos por diez embarcaciones de guerra (entre las cuales el Marquês de Olinda, adaptado) bajo el mando del coronel paraguayo Vicente Barrios, intimaron al fuerte la rendición (27 de diciembre de 1864). A pesar de que el mando de la plaza era del capitán Benito de Faria, en ese momento se encontraba en visita de inspección el teniente coronel Hermenegildo de Albuquerque Porto Carrero, comandante del Corpo de Artilharia de Mato Grosso y del Distrito Militar do Baixo Paraguai, que asumió, a título eventual, el comando del fuerte, frente a la amenaza. La posición brasileña estaba entonces artillada con once piezas de bronce de alma lisa en batería, y otras veinte sin reparos, guarnecido por 125 oficiales y soldados de artillería a pie, reforzados por cerca de 30 guardias nacionales, algunos guardias de alfandega, media docena de prisioneros y dos decenas de indios mansos. Durante dos días, los combates fueron intensos. Las esposas y familiares de los oficiales y soldados preparaban cartuchos de pólvora, ataduras, y atendía como podían a los heridos. Sin recursos para resistir y distante de refuerzos, el fuerte fue evacuado en orden, en la noche del 28 para 29, en la cañonera Anhambaí. El fuerte (y la batería de frontera, en el Morro da Marinha) permaneció ocupado por las fuerzas paraguayas hasta abril de 1868, cuando lo abandonaron conduciendo a su artillería y todo lo que en el existía.
Finalizado el conflicto, se inició la reconstrucción del fuerte, cuyos daños sufridos habían sido considerables, casi perdiendo las propias murallas bajo el fuego de la artillería. Comandó las obras el mayor Joaquim da Gama Lobo d'Eça, por determinación del gobierno imperial. En 1872, el mayor Francisco Nunes da Cunha, que lo comandó, procedió a las obras de ampliación, mejorando las defensas por el lado oeste.

### DelsigloXXa la actualidad
Nuevas mejoras se sucedieron, inclusive en la artillería, en el bienio 1907-1908, cuando fueron montadas piezas de Marina en la Batería Ricardo Franco: dos cañones Armstrong de 120 mm, que habían pertenecido al Crucero Barroso.
BARRETO (1958), indica que nuevos cuarteles fueron construidos en 1930. Por el Decreto-Ley N° 4.027, del 16 de enero de 1942, recibió la denominación de Forte Porto Carrero, en homenaje al héroe de la Guerra de la Triple Alianza. Estaba guarnecido en esa época por la 1ª Batería del 6° Grupo de Artillería de Costa y artillado por cuatro cañones Armstrong de 152,4 mm, dos en el Morro del Fuerte (margen derecha del río Paraguay) y dos en el Morro de la Marina en la margen opuesta.
De propiedad federal, el conjunto fue adquirido por el Instituto do Patrimônio Histórico e Artístico Nacional a partir de 1974. En 1983 se concibió la implantación del Projeto Parque Histórico-Turístico Forte de Coimbra.
Las dependencias del monumento pertenecen actualmente a la 3a. Companhia de Fronteira e Forte Coimbra, subordinada a la 18a. Brigada de Infantaria de Fronteira del Ejército brasileño.

### Leyendas y tradiciones del fuerte
Una de las leyendas locales acerca de la fundación del fuerte afirma que Santo Tomé transitó por Fecho dos Morros en su viaje en dirección al Perú, razón por la cual ese lugar era considerado sagrado y por lo tanto no pasible de ocupación militar. Otra leyenda afirma que el capitán Mathias tenía la bendición de Nuestra Señora del Carmen, conmemorada el 16 de julio, bajo cuya advocación el primitivo fuerte fue colocado. Esa fecha era una de las más importantes del Fuerte de Coímbra. Se registra además una antigua tradición, ligada a esa devoción a la Señora del Carmen, entre los oficiales del Ejército brasileño que servía en el fuerte: al recibir la patente de general, de donde quiera que estuviesen, enviaban una de las estrellas de oro de sus charreteras.
También es importante para la región el nombre del coronel Ricardo Franco de Almeida Serra, abrigando el fuerte sus restos mortales en un monumento.